# Santa Cruz de Tenerife (provincie)
Santa Cruz de Tenerife is een overzeese provincie van Spanje en maakt deel uit van de regio Canarische Eilanden. De provincie heeft een oppervlakte van 3381 km² en omvat de eilanden Tenerife, La Palma, La Gomera en El Hierro. In 2021 telde de provincie 1.047.565 inwoners, verdeeld over 53 gemeenten.
Hoofdstad van Santa Cruz de Tenerife is het gelijknamige Santa Cruz de Tenerife.

## Demografische ontwikkeling
Bron: INE
Opm: Bevolkingscijfers in duizendtallen